# Кубаси
Кубаси (на сръбски: Кубаси) е село в Черна гора, разположено в община Котор. Населението му според преброяването през 2011 г. е 14 души.

## Население
Численост на населението според преброяванията през годините:
- 1948 – 185 души
- 1953 – 170 души
- 1961 – 158 души
- 1971 – 127 души
- 1981 – 97 души
- 1991 – 115 души
- 2003 – 24 души
- 2011 – 14 души